# Cama de vácuo
Cama de vácuo (também conhecida pelas formas em inglês vacuum bed e vacbed) é um dispositivo usado em práticas sexuais de BDSM. Ela é composta por duas camadas de látex atravessadas por uma estrutura tubular geralmente de aço, mas que também pode ser construída em plástico ou madeira, para formar uma espécie de saco de dormir capaz de envolver uma pessoa em sua totalidade.
Uma vez que o usuário tenha se acomodado, a entrada da cama de vácuo é hermeticamente fechada com uma dobradiça ou outro sistema de fechamento adequado e, por meio de uma bomba de vácuo ou aspirador, uma pessoa de fora remove a maior parte do ar dentro do dispositivo. Isso leva à formação de uma forte pressão negativa que efetivamente prende a pessoa dentro da cama, impossibilitando que ela mova qualquer parte do corpo, incluindo os dedos. Alguns dispositivos são equipados com uma junta que permite manter toda a cabeça de fora. Às vezes, os usuários preferem não poder respirar, o que, de fato, limita o uso da cama de vácuo a poucos minutos.
A impossibilidade quase absoluta de se mover, assim como falar e ver, que, no entanto, variam de acordo com os modelos e a pressão negativa gerada, juntamente com a sensação dada na pele pelo látex frio e por estímulos externos a que o usuário pode ser submetido (golpes, percussão, vibrações), pode ser muito agradável para algumas pessoas, que muitas vezes julgam tais experiências como muito mais intensas do que aquelas que ocorrem fora da cama. Como muitas outras atividades relacionadas a BDSM, o uso da cama de vácuo, que deve ser feito com a ajuda de outra pessoa, pois o usuário não pode controlar o vácuo, nem sair do aparelho sem ajuda, traz consigo diversos perigos, entre os quais asfixia.